# Edith Wellspacher-Emery
Edith Wellspacher-Emery, geborene Wellspacher (* 9. Oktober 1909 in Schottwien, Österreich-Ungarn; † 11. August 2004 in Wien) war eine österreichische Ärztin, Architektin und Künstlerin.

## Leben

### Familie und Schulzeit
Edith Wellspacher wurde auf einem bäuerlichen Gutshof in Niederösterreich geboren. Ihr Großvater Franz Xaverius Wellspacher, ein junger Eisenbahningenieur aus gutem Hause, war für den Bau der Semmeringbahn nach Niederösterreich gekommen, verliebte sich dort in ein damals 14-jähriges Mädchen, das er später ehelichte. Aus der Verbindung gingen fünf Kinder hervor: ein Bub, Edith Wellspachers Vater, und vier Mädchen.
Ediths Vater heiratete spät, im Alter von über 40 Jahren, ein Kindermädchen einer seiner Nichten. Das Paar hatte zwei Mädchen; Edith war das ältere der beiden Geschwister. Als Edith Wellspacher fünf Jahre alt war, starb ihr Vater. Nach dem frühen Tod des Vaters versuchte Ediths Mutter als Betriebsleiterin, den Gutsbetrieb mit seinen Unternehmungen, zu dem u. a. eine Mühle gehörte, zunächst alleine weiterzuführen, musste diesen jedoch, nachdem ihr Neffe den Gutshof heruntergewirtschaftet hatte, schon bald im Rahmen eines Notverkaufs, dessen Erlös kaum zum finanziellen Überleben reichte, abstoßen.
Edith Wellspacher erhielt Privatunterricht, zunächst von ihrer Mutter, später auch von einer pensionierten Schuldirektorin. Im Alter von 11 Jahren wurde sie auf eine Klosterschule geschickt. Mit 13 Jahren übersiedelte sie zu einer Tante nach Wien, ging erstmals auf eine staatliche Schule und besuchte nebenbei Malkurse für Jugendliche bei dem österreichischen Maler und Kunsterzieher Franz Čižek. Auf einer sozialistischen Abendschule holte sie in drei Jahren die Matura nach; anschließend inskribierte sie sich für Medizin an der Universität Wien.

### Studium und erste Berufspraxis
Edith Wellspacher war eine der ersten und jüngsten Frauen Österreichs, die zum Medizinstudium zugelassen wurden. Ihr Medizinstudium absolvierte sie in großer Armut. Sie bewohnte ein unheizbares kleines Zimmer zur Untermiete, schlief zeitweise in Universitätsräumen, wo es wärmer war, und hungerte oft tagelang. Nach Auslandsaufenthalten in England und Frankreich erwarb sie 1934 ihr Doktorat und begann ihre Berufspraxis als Turnusärztin im Kaiserin-Elisabeth-Spital in Wien. Nach drei Jahren wechselte sie an die Wiener Universitätsklinik für Geburtshilfe und Frauenheilkunde und spezialisierte sich auf die Gynäkologie.
Wellspacher interessierte sich früh für Politik. Sie „bewunderte“ den Sozialen Wohnungsbau der Gemeinde Wien, unterstützte die Ideen des Sozialismus und war eine vehemente Gegnerin des beginnenden Nationalsozialismus in Österreich. In den Wochen vor dem Anschluss Österreichs verrichtete Wellspacher hauptsächlich mit „den paar jüdischen und einigen ausländischen Ärzten Dienst“; die nationalsozialistisch eingestellten Ärzte erschienen in jenen Umbruchstagen nur noch selten in der Klinik. Aufgrund ihrer politischen Einstellung und den daraus resultierenden Anfeindungen galt Wellspecher als unzuverlässig. Sie wurde schließlich entlassen und verlor auch ihr Dienstzimmer im Spital. Sie bezog vorübergehend eine Kammer bei der österreichischen Schriftstellerin Erika Mitterer, die sie in den Zwanziger Jahren kennengelernt hatte und zu der eine dauerhafte Freundschaft entstanden war.

### Emigration, Ehe und Studium
Im Frühjahr 1938 entschloss sich Wellspacher angesichts der politischen Situation zur Emigration. Die Ausreise war Wellspacher, wohl aufgrund einer Denunziation seitens ehemaliger Spitalskollegen, zunächst verweigert worden. Sie bewarb sich, durch Erika Mitterer darauf aufmerksam gemacht, auf ein Inserat eines Mädchen-Colleges in Tasmanien, das eine von Čižek ausgebildete Zeichenlehrerin mit Gymnastik-Diplom und fließenden Englisch- und Französisch-Kenntnisse suchte, und erhielt, nach persönlicher Intervention Čižeks, ein Ausreisevisum. Im Sommer 1938 floh Wellspacher aus Österreich. Nach einer kurzen Zwischenstation in Paris, wo ihre Schwester mittlerweile lebte, schiffte sie sich nach Australien ein.
Auf dem Schiff mit Zielrichtung Port Sudan lernte Edith Wellspacher den britischen Kolonialbeamten John Emery kennen, den sie 1939, nach einem Jahr Bekanntschaft und Korrespondenz, heiratete. Die kurze Hochzeitsreise führte das Paar durch Tasmanien. Im April 1940 reiste Edith Wellspacher, mittlerweile schwanger von Emery, nach Paris, um in der Nähe ihrer Schwester niederzukommen. Nach der Geburt ihres Sohnes Mike wurde Wellspacher im Dezember 1940 als britische Staatsbürgerin vorübergehend in ein Internierungslager verbracht. Im Februar 1941 kehrte sie nach Paris zurück. Schließlich wurde ihr Ende Oktober 1942 im Rahmen eines von der neutralen Schweiz ausgehandelten Gefangenenaustausches die Ausreise aus dem besetzten Frankreich gestattet. Über Wien, wo sie ihre Mutter und Freunde (u. a. Erika Mitterer) wiedertraf, reiste Wellspacher-Emery ab November 1942 über Ungarn, den Balkan, die Türkei, Syrien und Palästina bis in den Sudan, wo ihr Mann Dienst tat. Im April 1944 reiste sie, ein weiteres Mal schwanger von Emery, nach England, um dort zu entbinden.
In dieser Zeit bemühte sich Edith Wellspacher intensiv um die Anerkennung ihrer in Österreich erworbenen Ausbildung als Ärztin, gegebenenfalls auch durch Wiederholung von Prüfungen im Rahmen eines Kurzstudiums; aufgrund der hohen Studentenzahlen an den Universitäten Oxford und Cambridge erhielt sie jedoch keinen Studienplatz.
Nach der Geburt des zweiten Sohnes Peter in Manchester kehrte John Emery Ende 1944 auf Urlaub nach Großbritannien zurück; das Paar ließ sich vorübergehend in Edinburgh nieder. Nach einem Zwischenaufenthalt in Khartoum, wo Emery in der Folgezeit im Kolonialdienst war, zog Wellspacher-Emery 1948 mit den beiden Söhnen dauerhaft nach Hobart; ihr Mann John folgte ihr eineinhalb Jahre später, Anfang der 1950er Jahre, nach dem Ende seiner beruflichen Laufbahn dorthin nach.

### Architektin und Künstlerin
In Australien arbeitete Wellspacher-Emery als Sprachlehrerin. Nachdem ihr nur ein Jahr ihres Medizinstudiums angerechnet worden war, nahm Edith Wellspacher-Emery in Australien ein Studium der Psychologie auf; eine Ausübung ihres ärztlichen Berufs wäre für sie in Australien nur nach Wiederholung fast des gesamten Studiums möglich gewesen. Wellspacher-Emerys Professor starb jedoch während ihres dritten Hochschuljahrs an einem Schlaganfall. Da seine Stelle nicht wiederbesetzt wurde, konnte Wellspacher-Emery ihr Studium nicht zu Ende führen.
Sie entschied sich nunmehr für eine völlig andere Berufsausbildung. Sie studierte Architektur und schloss ihr Studium 1956 erfolgreich ab. Durch Mitarbeit in Architekturbüros, später auch durch die selbständige Arbeit als Architektin, finanzierte sie ihren Lebensunterhalt. Auch übernahm sie weiterhin Übersetzungen. Wellspacher-Emery wirkte weiters in Radiosendungen mit und hielt Vorträge über Architektur und Wohndesign.
Während ihrer ersten großen Weltreise im Jahre 1952 durch Mexiko und die USA entdeckte sie schließlich ihr Interesse und ihre Leidenschaft für das Künstlerische. Ihre Reiseeindrücke hielt sie fortan in einem Skizzenbuch fest, aus denen nach der Rückkehr künstlerische Umsetzungen in unterschiedlichen Techniken, u. a. Aquarelle, Ölbilder, Linolschnitte und Stickereien entstanden. Weitere, meist einjährige Reisen, die als Hauptquelle der Inspiration für ihre künstlerische Arbeit dienten, unternahm sie in den Jahren 1957, 1965, 1969 und 1974. In den späteren Jahren ihres künstlerischen Wirkens widmete sie sich vor allem der Stickerei. Sie gehörte auch zu den Gründungsmitgliedern der „Embroiderer’s Guild“ in Hobart.
Edith Wellspacher-Emerys Bilder und Zeichnungen wurden in mehreren Ausstellungen präsentiert. Im Herbst 1984 organisierte der Österreichische Automobil-, Motorrad- und Touring Club (ÖAMTC) eine große Werkschau in Wien.

### Späte Jahre
Ab ihrem 60. Geburtstag erhielt sie eine monatliche Zuwendung der Republik Österreich („restitution for injustice suffered“). Sie lernte Sprachen, u. a. Russisch, Chinesisch und Japanisch, auf Hochschulniveau. 1995 erschien ihre Autobiografie A Twentieth Century Life. Ihr letzter Brief an ihre langjährige Freundin Erika Mitterer stammt vom Oktober 1997. 1998 erlitt Edith Wellspacher-Emery einen schweren Schlaganfall und musste daraufhin in ein Pflegeheim übersiedeln. Sie starb am 11. August 2004 im Alter von 94 Jahren.

## Rezeption
Das Leben von Edith Wellspacher-Emery bis zu ihrer Emigration wurde in der deutsch-französischen dokumentarischen Dramaserie Krieg der Träume dargestellt. Die Serie folgt den Lebenswegen ausgesuchter Protagonisten (wie Hans Beimler, Marina Yurlova und Rudolf Höß), deren Schicksal paradigmenartig für die damaligen Zeitumstände steht.
Wellspacher, von der französischen Schauspielerin Roxane Duran verkörpert, arbeitet in der Gynäkologie und beginnt mit dem Arzt Bert Springer (dargestellt von Andreas Lust) eine Affäre, obwohl er verheiratet und nationalsozialistischer Parteigänger ist. Der „Anschluss Österreichs“  wirkt auf sie als Schock. Ihr jüdischer Verlobter, der Assistenzarzt Max Wachstein (Wolfgang Menardi), wird verhaftet und im KZ Dachau interniert. In ihrer Verzweiflung beschließt Edith, ihr Heimatland Österreich zu verlassen.
Wellspacher wird in der Serie als Wiener Ärztin gezeigt, „die in der verzweifelten Zerrissenheit zwischen ihrem jüdischen Verlobten und dem NS-Geliebten lebt“.